# تريفور هاردينغ (متسابق دراجات نارية)
تريفور هاردينغ (بالإنجليزية: Trevor Harding)‏ هو متسابق دراجات نارية أسترالي، ولد في 1 نوفمبر 1986.